# Cantó de Montluçon Est
El cantó de Montluçon Est és una antiga divisió administrativa francesa del departament de l'Alier, situat al districte de Montluçon. Té sis municipis i part del de Montluçon. Va desaparèixer el 2015.

## Municipis
- Chamblet
- Denueha de las Minas
- Désertines
- Montluçon
- Saint-Angel
- Verneix

## Història
| Data d'elecció                           | Identitat        | Partit                      | Qualitat |
| ---------------------------------------- | ---------------- | --------------------------- | -------- |
| 1945-1951                                | Charles Migraine | SFIO                        |          |
| 1951-1959                                | André Southon    | SFIO                        |          |
| 1959-1972                                | Jean Nègre       | SFIO, després Divers gauche |          |
| 1972-1994                                | Maurice Brun     | Divers droite               |          |
| 1994-2001                                | Roger Giraud     | PCF                         |          |
| 2001-2010                                | Daniel Duglery   | UMP                         |          |
| 2010-2015                                | Françoise Czekaj | Divers droite               |          |
| les dades anteriors no són pas conegudes |                  |                             |          |
|                                          |                  |                             |          |

## Demografia
| 1962 | 1968 | 1975 | 1982 | 1990   | 1999   | 2007   |
| ---- | ---- | ---- | ---- | ------ | ------ | ------ |
| -    | -    | -    | -    | 15.454 | 15.035 | 14.405 |